# Фифаил и Фивея
Фифаи́л и Фиве́я (др.-греч. Θουθαήλ και Βεβαίας; греч. Θαθουήλ και Βεβαία, † ок. 117) — раннехристианские мученики. В русских Житиях до XVIII века Фифаил называется Фафуил; Фивея — Февеа. В современных Православных календарях Фивея называется Вивея.
Фифаил и Фивея родные брат и сестра, жили во Эдессе. Фифаил был языческим жрецом. Отвратил от идолослужения и научил их христианской вере епископ Эдессы Варсиппо (Βάρσιππο) или Варсимий (Βαρσιμαῖο), который их и крестил. Фифаил и Фивея были схвачены топархом Эдесса Авгарем. Топарх уговаривал их отречься от Христа и служить идолам, а затем приказал мучить брата и сестру. После мучений Фифаил и Фивея были казнены. В различных источниках время страданий брата и сестры различное; Великие четьи-минеи указывают, что они были мучимы в правлении императора Адриана, в Прологе написано, что они пострадали в правлении императора Траяна. Разные источники отличаются обстоятельствами их страданий и смерти. Согласно Синаксарю Константинопольской церкви Фифаил и Фивея были обезглавлены. Согласно Минологию Василия II Фифаила подвесили на дереве и распилили пилой, а Фивею убили ударом копья в шею.
Житие Фифаила и Фивеи очень похоже на Житие Сарвила и Вевеи, память в Православии — 15 октября (28 октября), возможно это одни и те же люди.